# Newark (Delaware)
Newark é uma cidade localizada no estado americano do Delaware, no condado de New Castle. Foi fundada em 1694 e incorporada em 1758. É conhecida por abrigar a Universidade do Delaware.
Com mais de 30 mil habitantes, de acordo com o censo nacional de 2020, é a terceira cidade mais populosa do estado, atrás de Wilmington e Dover. Faz parte da área metropolitana do Vale do Delaware, que também engloba as cidades de Filadélfia e Camden e possui 6 245 051 habitantes.

## História
Newark foi fundada por colonos escoceses-irlandeses e galeses em 1694. A cidade foi oficialmente criada quando recebeu uma carta de Jorge II da Grã-Bretanha em 1758.
As escolas têm desempenhado um papel significativo na história de Newark. A escola de gramática, fundada por Francis Alison em 1743, mudou-se de New London, na Pensilvânia, para Newark em 1765, tornando-se a Academia Newark. Entre os primeiros graduados da escola três eram signatários da Declaração de Independência: George Read, Thomas McKean e James Smith. Dois dos quais, Read e McKean, passou a ter escolas nomeadas depois deles no estado de Delaware: George Leia Middle School e Thomas McKean High School.
Durante a guerra da independência americana, forças britânicas e americanas entraram em confronto próximo a Newark na Batalha de Ponte de Cooch. A tradição afirma que a Batalha da Ponte de Cooch foi a primeira ocasião em que a The Stars and Stripes foi levada em batalha.
O estado concedeu uma carta para uma nova escola em 1833, que foi chamada de Newark College. Newark Academy e Newark College se uniram no ano seguinte, tornando-se a Delaware College. A escola foi obrigada a fechar em 1859, mas foi reaberta onze anos mais tarde sob a Lei Morrill quando se tornou uma joint venture entre o estado do Delaware e o Conselho de Curadores da escola. Em 1913, nos termos do ato legislativo, a Delaware College passou a ser propriedade exclusiva do estado do Delaware. A escola seria renomeada para Universidade de Delaware, em 1921.
Newark recebeu uma licença do Rei Jorge II para realizar feiras semianuais e mercados semanais para a troca agrícola em 1758. A fábrica de papel, o primeiro empreendimento industrial considerável em Newark, foi criada em torno de 1798. Este moinho, conhecido como Curtis Paper Mill, foi a fábrica mais antiga de papel nos Estados Unidos até ao seu encerramento em 1997. Os metodistas construíram a primeira igreja em 1812 e a estrada de ferro chegou em 1837.
Uma das principais fontes de emprego e rendimento de Newark foi a fábrica Newark Assembly da Chrysler, construída em 1951. Originalmente construída para produzir tanques para o Exército dos Estados Unidos, a planta tinha 3,4 milhões de pés quadrados de tamanho. Empregava 1 100 funcionários em 2008, que ficou bem abaixo dos 2 115 em 2005. Este por sua vez, foi em grande parte devido ao declínio das vendas dos modelos de veículos Durango e Aspen que estavam sendo produzidos. A fábrica proporcionou emprego e renda para o estado de Delaware por mais de 50 anos e fabricava uma grande variedade de modelos de automóveis. A fábrica foi fechada no final de 2008 devido à recessão e procura limitada de carros maiores.

## Geografia
De acordo com o Departamento do Censo dos Estados Unidos, a cidade tem uma área de 24,4 km², dos quais todo o território está coberto por terra.
Originalmente cercada por fazendas, Newark agora está cercada por conjuntos habitacionais, embora as terras agrícolas permaneçam um pouco além dos limites do estado em Maryland e Pensilvânia. Ao norte e ao oeste existem pequenas colinas, mas ao sul e ao leste da cidade, o terreno é plano (parte de Newark fica na região geológica do Piemonte e parte da cidade está na região geológica da Planície Costeira, assim como a maioria dos terreno no estado de Delaware).

### Localidades na vizinhança
O diagrama seguinte representa as localidades num raio de 16 km ao redor de Newark.

## Demografia
Desde 1900, o crescimento populacional médio, a cada dez anos, é de 34,1%.

### Censo 2020
De acordo com o censo nacional de 2020, a sua população é de 30 601 habitantes e sua densidade populacional de 1 253,3 hab/km². Houve um decréscimo populacional na última década de -2,7%, bem abaixo do crescimento estadual de 10,2%.
Possui 11 696 residências que resulta em uma densidade de 479,0 residências/km² e um aumento de 11,7% em relação ao censo anterior. Deste total, 17,2% das unidades habitacionais estão desocupadas. A média de ocupação é de 3,2 pessoas por residência.
A renda familiar média é de 58 434 dólares e a taxa de emprego é de 49,9%.

### Censo 2010
Segundo o censo nacional de 2010, a sua população era de 31 454 habitantes e sua densidade populacional de 1 321,5 hab/km². Possuía 10 475 residências que resulta em uma densidade de 440,1 residências/km².

## Marcos históricos
O Registro Nacional de Lugares Históricos lista 82 marcos históricos em Newark. O primeiro marco foi designado em 4 de janeiro de 1972 e o mais recente em 9 de setembro de 2021, o African Union Church and Cemetery of Iron Hill.